# طارق القضاعي
طارق القضاعي (3 مايو 1994 في تونس - ) هو لاعب كرة قدم تونسي يلعب كمهاجم في جمعية أريانة. 

## وصلات خارجية
- طارق القضاعي